# Обюэ, Карен
Карен Лидия Обюэ (дат. Karen Lydia Aabye; 19 сентября 1904, Копенгаген — 15 сентября 1982, Багсвэрд, Копенгаген) — датская писательница. В конце 1930-х годов она работала журналисткой в Париже и Лондоне, прежде чем завоевала популярность благодаря своим историческим романам, в которых её главными героинями были волевые женщины. Её работы также включали в себя книги о путешествиях и сборник эссе.

## Биография
Карен Обюэ родилась в семье Рудольфа Кристиана Обюэ, оптового торговца из Норребро. Она выросла в Копенгагене, посещая школу Карен Кьер. Сдав школьные экзамены, Карен Обюэ работала офисным клерком, а затем стала путешествующим журналистом. В 1929 году она отправилась в Париж, где провела три года, работая в еженедельнике «Skandinaver i Paris». По возвращении в Данию она работала секретарём в редакции журнала «Politikens Lytterblad». С 1936 по 1937 год Обюэ была иностранным корреспондентом газеты «Politiken», сначала в Лондоне, а затем в Париже. В 1937 году она стала работать в ежедневной газете «Berlingske Tidende», с которой поддерживала отношения до самого окончания своей трудовой деятельности. Её репортажи, комментарии и эссе свидетельствуют о её глубоком интересе к событиям довоенного периода.
Её дебютный роман «До Парижа путь неблизкий» (дат. Der er langt til Paris) вышел в 1939 году. Её слава как писательницы пришла во время Второй мировой войны, когда вышла её трилогия: «Это случилось на холме Кисум» (дат. Det skete ved Kisum Bakke), «Дама императорского сада» (дат. Fruen til Kejsergården) и «Мы, кто любит жизнь» (дат. Vi, der elsker livet). Она была посвящена жизни волевой женщины на севере Зеландии в XIX веке. Также популярной была её серия «Мартина» (1950—1954), представляющая собой пятитомный роман, описывающий сельскую Ютландию XIX века и прослеживающий судьбы людей, эмигрировавших в Америку. Она включала в себя следующие части: «Мартина» (дат. Martine, 1950), «Мой сын Янус» (дат. Min søn Janus, 1951), «Сжечь свои корабли» (дат. Brænd dine skibe, 1952), «Золотая страна» (дат. Det gyldne land, 1953) и «Красная долина» (дат. Den røde dal, 1954). Успех Обюэ также принесли её вымышленные биографии: «Графиня Багсверд» (дат. Grevinden af Bagsværd, 1958) и «Моя бабушка — девственница» (дат. Min bedstemor er jomfru, 1965).
Во всех её романах её женские персонажи отличаются своими рассуждениями, чувствительностью и силой воли, в то время как действия в её произведениях происходят в различных средах, с достоверным изображением людей из различных слоёв общества: циркачей, фермеров, эмигрантов или аристократов. Все её романы имеют счастливый конец, хотя в некоторых случаях он кажется немного искусственным.
Она также писала книги о путешествиях, основанные на её собственном опыте. К ним относятся «Хорошо, что Америка находится недалеко отсюда» (дат. Dejligt, at Amerika ikke ligger langt herfra, 1949) и «Ирландия — мой безумный остров» (дат. Irland — min tossed ø, 1963). Сборник эссе Обюэ вышел в 1968 году и носил название «Из моего лесного дома» (дат. Fra mit skovhus).

## Вилла Обюэ
Вилла Обюэ в Багсверде, которую она называла Кисум-Бакке, была спроектирована Эллиотом Юлером и закончена в мае 1944 года. 22 декабря 1944 года дом был взорван террористической группой Брёндумбанде, которая сочувствовала немцам. Обюэ, которая была членом Хольгер Данске, одной из самых крупных групп датского движения Сопротивления, в это время не было дома. Дом был перестроен в 1945 году и расширен в 1956 году. Обюэ умерла в Багсверде в возрасте 77 лет.